# Cinema da Índia
O Cinema da Índia é produzido por uma indústria que é a maior do mundo em termos de venda de bilhetes e a segunda em número de filmes produzidos (somente em 2011 foram produzidos 1 255 longas-metragens e 1 771 curtas-metragens), atrás apenas da Nigéria. Os bilhetes de cinema na Índia estão entre os mais baratos do mundo. A indústria é sobretudo suportada por um vasto público. Em cada 3 meses um público tão grande quanto a população da Índia visita as salas de cinema. Os filmes indianos são populares em várias partes do mundo, especialmente em países com comunidades indianas de tamanho significativo.

## A introdução do cinema na Índia

### 1896 – 1910
O cinema foi introduzido na Índia a 7 de Julho de 1896. Começou com a apresentação de alguns filmes dos irmãos Lumière, no Hotel Watson em Bombaim (actualmente Mumbai). No mesmo ano a Madras Photographic Strore publicitava as “fotografias animadas”. Em 1897 começaram em Bombaim projecções diárias de filmes pelo Clifton and Co.’s Meadows Street Photography Studio.
Em 1898, Hiralal Sen começou a filmar cenas de produções teatrais no Classic Theatre de Calcutá (Kolkata em bengali). Ele começou a fazer filmes como complemento de produções teatrais. Estes eram mostrados como atracções durante os intervalos das apresentações teatrais, em projecções privadas para as famílias da alta sociedade ou levados a lugares distantes onde os actores não podiam ir . Um dos filmes muito famosos foi " Os 3 patetas".
Harischandra Sakharam Bhatavdekar, conhecido como Save Dada, importou uma cine-câmera de Londres pelo preço de 21 guinéus e filmou o primeiro documentário indiano sobre um encontro de luta livre nos Hanging Gardens, em Bombaim, em 1897. Em 1901, ele gravou o regresso de Ragunath P. Paranjpye, de Cambridge, que havia assegurado uma distinção em Matemática da Universidade de Cambridge, e de M. M. Bhownuggree, o que foi considerado o primeiro filme noticioso indiano. Ele também filmou o Delhi Durbar de Lord Curzon (o vice-rei da Índia), que marcou a coroação de Eduardo VII em 1903.
O potencial comercial do cinema também foi testado nesta época. O “Grand Kinetoscope Newsreels” de F. B. Thanewala foi um caso de sucesso. J. F. Madan foi outro produtor de cinema bem sucedido, que lançou vários filmes de êxito. Ele também lançou a Madan Theatres Limited, que se tornou a maior casa de produção, distribuição e exibição e o maior importador de filmes americanos depois da Primeira Guerra Mundial. Os seus filmes foram marcados por um alto grau de sofisticação técnica, facilitados pela utilização de experientes directores estrangeiros tais como Eugenio De Liguoro e Camille Legrand. Esta experiência foi complementada por grandes cenários e populares histórias mitológicas que asseguravam bons lucros.
As casas de cinema foram estabelecidas em grandes cidades indianas desta época, tal como o Novelty Cinema de Bombaim e o Elphinstone Picture Palace em Calcutá (estabelecido por J. F. Madan em 1907). À parte destes, algumas projecções cinematográficas eram organizadas em tendas. Outra forma popular de exibir filmes eram os cinemas itinerantes. Em 1904, Manek Sethna fundou a Touring Cinema Co. Em Bombaim e um ano mais tarde, Swamikannu Vincent, um projectista de vias-férreas que estabeleceu um cinema itinerante que ia até pequenas cidades e aldeias do sul da Índia.

### 1910 - 1920

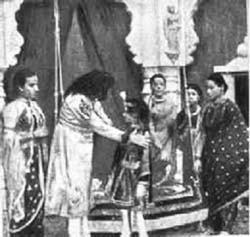
Uma cena do filme Raja Harishchandra.

A primeira longa-metragem indiana foi uma narrativa de nome Pundalik, por N. G. Chitre e Dadasaheb Torne. Em 1913 foi produzido Raja Harishchandra, um filme de Dadasaheb Phalke. Phalke assistiu a uma projecção de A Vida de Cristo, no American-India Cinema e sentiu-se inspirado a fazer filmes ele mesmo. Ele estava convencido acerca da possibilidade de estabelecer uma indústria cinematográfica que focasse temas indianos. Nesse respeito ele disse: “Como a vida de Cristo, nós podemos fazer filmes sobre Rama e Krishna”. O filme seria acerca do honesto rei que em nome dos seus princípios sacrificou o seu reino e a sua família perante os deuses, que impressionados com a sua honestidade restauram a antiga glória deste rei. O filme foi um sucesso, e Phalke continuou a fazer filmes mitológicos até à chegada do cinema sonoro, época em que a sua popularidade começou a diminuir.
Em 1918 foi lançado a primeira longa-metragem do Sul da Índia Keechaka Vadham de Rangaswamy Nataraja Mudaliar. No ano seguinte ele fez o filme Draupadi Vastrapaharanam, que incluiu no elenco a atriz anglo-indiana Marian Hill no papel de Draupadi.

### 1920 - 1940
Por volta de 1920 a produção de filmes na Índia já atingia os 27 filmes anuais.Em 1931 chegam-se a uns incríveis 207 filmes anuais. Nesta época surgiram muitas novas companhias de produção e novos cineastas.
Os anos 30 trouxeram muitas mudanças à indústria cinematográfica, do ponto de vista técnico e estilístico. O fato mais importante ocorreu em 1931 quando foi lançado o primeiro filme sonoro indiano Alam Ara, do director Ardeshir Irani. Este filme foi dublado em hindi e urdu e foi um grande êxito, iniciando uma revolução no cinema indiano. O seu sucesso fenomenal levaram a muitas outras produções que incluíam diálogo, canto e dança. Também no sul da Índia a era dos filmes sonoros havia começado, com os filmes Bhakta Prahlad em telugo e Kalidass em tâmil, ambos também lançados no ano de 1931.
Ao mesmo tempo a década de 1930 é também reconhecida como uma década de protesto social na história do cinema indiano. Nesta época desenvolveram-se três centros cinematográficos principais em Bombaim (Mumbai), Calcutá (Kolkata) e Madras (Chennai). Destes três, Bombaim fazia filmes com o objectivo de uma distribuição mais a nível nacional enquanto que Madras and Calcutá eram conhecidas pelos seus filmes regionais.

### 1940 - 1960

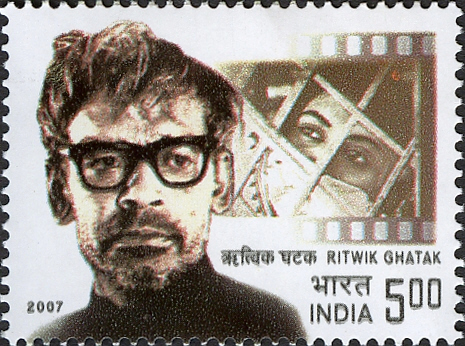
Selo indiano de 2007 em homenagem a Ritwik Ghatak

A década de 1940 até ao fim da década de 1950, viu a produção de filmes com um alto componente de vibrantes sequências de música e dança, e são considerada por muitos como a época mais memorável da história do cinema indiano. Esta época também viu surgir uma das imagens de marca do cinema indiano as canções em playback, um canto profissional executa a música enquanto que os atores e atrizes dançam e fingem cantar a música. Lata Mangeshkar, e a sua irmã Asha Bhonsle, Muhammed Rafi, Kishore Kumar foram os cantores que dominaram a indústria de cinema hindi.
Os anos 50 foram uma época única no cinema indiano em que surgiram vários directores talentosos. Em 1953 o director de cinema bengali, Ray lançou um dos seus clássicos Pather Panchali. O seu trabalho recebeu o reconhecimento Internacional com o prémio de Melhor Documento Humano no Festival de Cannes, seguiram-se a este muitos outros prémios nacionais e internacionais.
Além de Ray, Mrinal Sen, Ritwik Ghatak e outros receberam um grande reconhecimento internacional pelos seus filmes. Eles são considerados os fundadores do Novo Cinema Indiano. Enquanto que, Satyajit Ray, Mrinal Sen, Aravindan, Ritwik Ghatak, Rituparna Ghosh estavam ser pioneiros no cinema artístico indiano, por volta de mesma época, até mesmo o cinema popular estava a abordar temas sociais, particularmente na indústria de cinema hindi, com cineastas tais como Bimal Roy, Raj Kapoor, Mehboob Khan, Guru Dutt etc. Muitos destes filmes quebraram recordes nas bilheteiras tal como no caso de Do Bigha Zamin de Bimal Roy, Mother India de Mehboob, Shree 420 e Awara de Raj Kapoor e Pyasa de Guru Dutt.

### 1960 - 1980
Nos anos 60 e 70, de muitos filmes com alto valor de produção. Os filmes em hindi mais populares deste período foram: Pakeeza de Kamal Amrohi, Bobby de Raj Kapoor, Kabhi Kabhi, Amar Akbar Anthony, Hum Kisise Kum Nahin, e Muqaddar ka Sikandar. O filme mais popular de todos que marcou a história do cinema indiano foi Sholay de Ramesh Sippy.

### 1980 - 2000
Nesta época no cinema comercial hindi, tornaram-se habituais os musicais românticos. Mr. India, Tezaab, Qayamat se Qayamat Tak, Main Pyar Kiya, Chandni, Jo Jeeta Wohi Sikander, Hum Hain Rahi Pyarke, Baazigar, Hum Apake Hai Kaun, Krantiveer, Raja, Dilwale Dulhaniya Le Jayenge, Rangeela foram alguns dos mais populares filmes hindi.

### Atualidade
Hoje em dia o cinema indiano, especialmente o cinema Hindi, não só é popular na Índia mas também em partes do Oriente Médio, Paquistão, Reino Unido, Austrália, Estados Unidos e em muitos outros lugares onde existem grandes comunidades indianas. Filmes como Lagaan, Salaam Bombay e Monsoon Wedding têm feito o mercado internacional reparar definitivamente que a Índia está destinada a voos maiores no que diz respeito ao cinema.

## Indústrias regionais de cinema
A Índia é um país extenso onde são faladas muitas línguas. De acordo com o censo de 1991 existem cerca de 10 400 línguas na Índia. Se forem agrupadas as línguas que estão fortemente relacionadas ou dialectos compreensíveis, chegaríamos a um número de 1 576 línguas, ou se consolidarmos ainda mais chegaríamos ao número de 114 línguas principais. Os produtores indianos já fizeram filmes em 30 das línguas mais faladas. Contudo, apenas os maiores grupos linguísticos são apoiados por fortes indústrias cinematográficas. Estes são o hindi, tâmil, telugo, bengali, marata, canarês, e o malaiala. As estatísticas oficiais categorizam os filmes indianos de acordo com a língua em que são distribuídos.
Existe um grande grau de mobilidade entre as indústrias regionais de cinema. Muitos que trabalham em indústrias regionais de cinema, assim que vêm o seu talento e popularidade estabelecidos, passam a trabalhar a nível nacional ou até mesmo internacional. Por exemplo, A. R. Rahman, um dos compositores indianos mais conhecidos do cinema indiano, começou a sua carreira no cinema tâmil em Chennai mas actualmente também trabalha no cinema hindi e internacionalmente em cidades como Londres e Nova Iorque. Similarmente alguns filmes que foram bem sucedidos numa língua foram muitas vezes dublados em outras línguas ou até mesmo ganharam novas versões em outras línguas.

### Cinema bengali

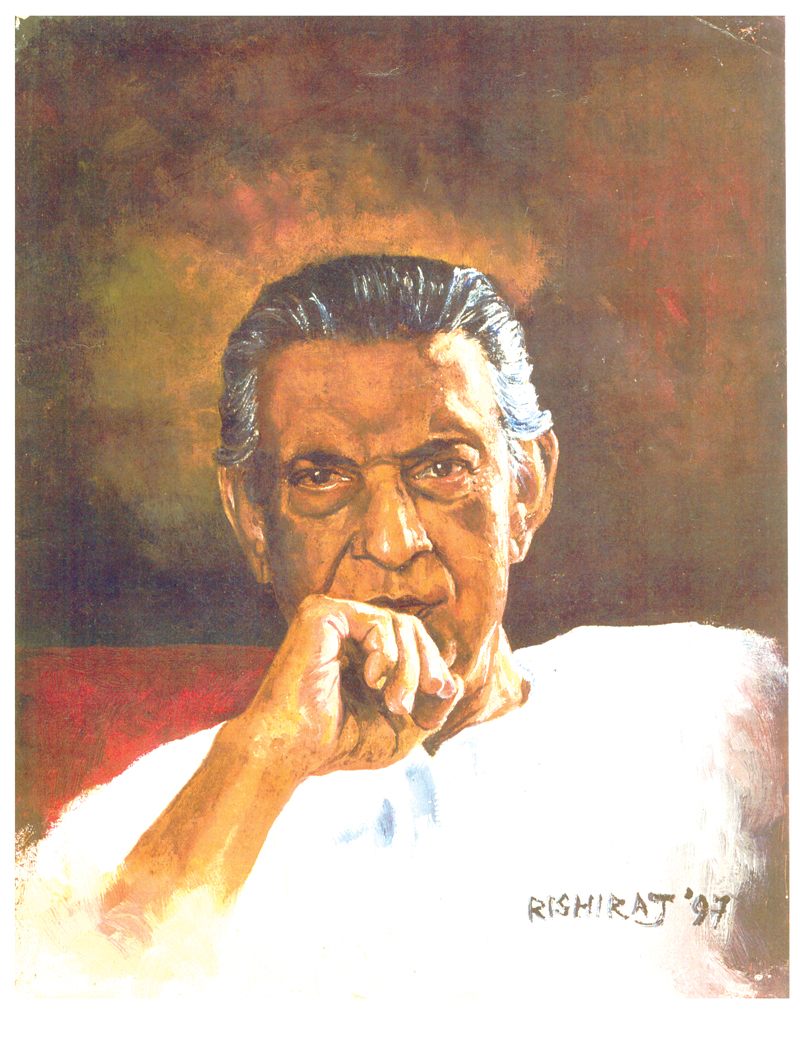
Satyajit Ray

A história do cinema bengali vem desde a década de 90 do século XIX quando ocorreram as primeiras projecções em Calcutá. Depois de uma década, as primeiras sementes da indústria foram lançadas por Hiralal Sen, quando este fundou a Royal Bioscope Company, que produzia cenas de várias representações teatrais populares do Star Theatre, Minerva Theatre e do Classic Theatre. Muito tempo depois do trabalho de Sen, Dhirendra Nath Ganguly estabeleceu em 1918, a Indo British Film Co, a primeira produtora bengali. Contudo a primeira longa-metragem bengali, Billwamangal, foi produzido em 1919, pelo Mangal Theatre. Bilat Ferat, foi a primeira produção da IBFC, em 1921. A produção do New Theatre, o filme Dena Paona foi o primeiro filme sonoro bengali. Depois disso atravessou-se uma longa história como nomes tais como Satyajit Ray, Mrinal Sen e Ritwik Ghatak e outros que ganharam fama internacional assegurando o seu lugar na história do cinema. Hoje existem duas indústrias de cinema na língua bengali, uma em Kolkota (Calcutá), na Índia e outra menos conhecida em Dhaka, no Bangladesh (chamada de Dhallywood). A indústria de cinema bengali há muito que é centrada em Tollygunge, um distrito de Kolkata, por isso a indústria de cinema bengali também é popularmente conhecida como Tollywood, mistura das palavras Hollywood e Tollygunge.
Os filmes bengalis costumam estar entre os favoritos do júri dos Prémios Nacionais de cinema, quase todos os anos sem excepção. Algumas das personalidades mais populares do cinema bengali incluem Kishore Kumar, Mithu Chakraborty, Uttam Kumar, Soumitro Chatterjee, e mais recentemente Proshenjit. Alguns outros bengalis que foram bem sucedidos são Ashok Kumar, Bimal Roy, Aparna Sen, Shchitra Sen, Hemanta Mukherjee, Maan Dey, Sandhya Mukhopadhyay e Rituparno Ghosh.

### Cinema hindi (Bollywood)
A indústria cinematográfica híndi, baseada em Mumbai (anteriormente conhecida como Bombay, ou Bombaim), é o maior ramo do cinema indiano. A indústria híndi é às vezes chamada de Bollywood (mistura de Hollywood com Bombaim). A palavra Bollywood é por vezes aplicada ao cinema indiano com um todo, no entanto esta designação é incorreta, visto que se refere apenas ao cinema de língua híndi. Bollywood tem sido muito criticada pelo que é visto por alguns como uma violação dos valores culturais indianos e pela sua discussão de temas controversos. Esta é considerada a mais liberal entre as várias indústrias cinematográficas indianas.
Embora Bollywood distribua menos filmes do que algumas indústrias regionais de cinema, é a maior em termos de público. Acredita-se que os filmes de Bollywood sejam os mais vistos pela maioria dos frequentadores de cinema na Índia. Têm também um grande reconhecimento internacional, especialmente no Reino Unido, Estados Unidos, Canadá e Austrália onde existem grandes comunidades do sul da Ásia.

### Cinema canará
A indústria de cinema canará, é baseada em Karnataka, é também chamada de Sandalwood, visto que Karnataka é conhecida pela sua madeira de sândalo; contudo este termo não tem muita aceitação. A Gubbi Veerana Company e outros grupos estabeleceram-se primeiro como companhias teatrais, e mais tarde passaram a dominar o cinema canarês nos anos 60. O primeiro grande sucesso do cinema canarês foi uma adaptação de uma peça de teatro da companhia Gubbi, escrita por G. V. Iyer. Os filmes canareses tornaram-se muito populares depois de êxitos como Jogi (2005) e Mungaru Male (2007).

### Cinema malaiala
A indústria de cinema malaiala, é baseada em Kerala, estado do Sul da Índia. Os filmes malaialas são conhecidos pela sua natureza artística e frequentemente figuram na entrega de prémios cinematográficos nacionais. Esta indústria também é conhecida como sendo a mais conservadora da Índia, apesar de ter passado por uma fase liberal nos anos 80.

### Cinema marata
A indústria de cinema marata é uma das mais antigas da Índia. Originou-se em Nasik e desenvolveu-se em Kolhapur e Pune, mas recentemente mudou-se para Mumbai.
Dadasaheb Phalke, reconhecido como um dos pais do cinema indiano, foi um pioneiro dos filmes em marata. Ele produziu o primeiro filme mudo indiano e mais tarde alguns sonoros em marata. Em sua homenagem existe hoje um prémio muito desejado o “Prémio Dadasaheb Phalke” que é entregue anualmente em reconhecimento de alguma contribuição excepcional para ao cinema indiano.
Os anos 40 e 50 foram a época clássica do cinema marata, principalmente devido a algumas produções marcantes da agora extinta Prabhat Film Company em Kolhapur. Como uma derivação da Prabhat, V. Shantaram fundou os Rajkamal Studios em Pune, e produziu alguns excelentes filmes marata no final da década de 50 e início da década de 60.
Devido à ascensão do cinema hindi em Bollywood, a indústria de cinema marata entrou em declínio nos anos 80 e 90. Mas recentemente começou a reviver com alguns filmes de qualidade como Shwaas (que ganhou a nomeação indiana oficial ao Oscar em 2004), Pak Pak Pakaak (que ganhou troféu Swarovski em Singapura, em 2005), Uttaraayan, Aga Bai, Arecchaa, Shubhamangal Saavdhaan, e Saatchya Aat Gharaat.

### Cinema tâmil (Kollywood)
A indústria cinematográfica tâmil (conhecido como Kollywood), é baseada na área de Kodambakkam na cidade de Chennai e é uma das maiores indústrias da Índia. Em termos de popularidade e lucros, a indústria de cinema tâmil é a terceira, ficando atrás apenas do cinema Hindi e telugo. Os filmes tâmil têm desfrutado de uma popularidade consistente entre a população de língua tâmil na Índia, Sri Lanka, Singapura, Malásia e Maurícia. Os filmes tâmil também têm fama em países nos quais existem comunidades imigrantes tâmil tal como nos Estados Unidos, Reino Unido, Canadá e alguns países europeus.
Várias personalidades desta indústria conseguiram atingir fama nacional como no caso de Mani Ratnam, Selvaraghavan, A. R. Rahman, S. Shankar, Ravi K. Chandram e Jeeva. Muitas das atrizes de Bollywood fizeram a sua estreia em Kollywood, como por exemplo no caso de Aishwarya Rai que estreou no filme Iruvar, Priyanka Chopra que estreou em Thamizhan, Lara Dutta em Arasatchi e Sushmita Sen em Ratchagan. Também muitas atrizes fizeram filmes tâmil enquanto lutavam pelo sucesso em Bollywood, como no caso de Kajol e da sua irmã Tanisha, assim como Amisha Patel.
A indústria cinematográfica tâmil representa 1% do PIB do estado de tâmil Nadu. Os custos de produção cresceram exponencialmente de apenas 4 milhões de rupias em 1980 para 110 milhões em 2005, no caso de um típico filme recheado de estrelas. Tem também havido uma crescente presença de palavras e frases inglesas nos diálogos e músicas. Os filmes também são lançados simultaneamente em duas ou três línguas regionais (seja usando legendas ou várias faixas de áudio), e também muitos filmes costumam ser dublados em telugo e hindi.

### Cinema telugo
A indústria cinematográfica telugo é baseada na capital do estado de Andra Pradexe, Hiderabade e é a segunda maior indústria da Índia, logo depois do cinema hindi. Este estado também afirma ter o maior estúdio cinematográfico do mundo, o Ramoji Film City.
Uma importante personalidade do cinema telugo foi Y. V. Rao (1903 – 1973), que foi ator e director e dirigiu os filmes mudos Pandava Nirvana (1930), Pandava Agnathavaas (1930) e Hari Maya (1932). O primeiro filme sonoro telugo foi Bhakta Prahlada, dirigido por Hanumappa Munioppa Reddy em 1931. Nos primeiros anos dos filmes sonoros telugo, estes eram quase todos histórias mitológicas, filmadas num palco. Em 1936, Krittiventi Nageswara Rao fez o filme Premavijayam, o primeiro filme telugo não baseado em mitologia. Este filme inaugurou uma nova fase no cinema telugo, aumentando o leque de temas abordados. Alguns temas populares passaram a ser o sistema feudal zamindari (retratado no fime Raitu Bidda, 1939), a intocabilidade (abordado no filme Maala Pilla, 1938), e o casamento de viúvas.
Na indústria telugo, directores tal como Kasinaduni Viswanath, Ram Gopal Varma, Jandhyala, Krishna Vamsi e Singeetam Sreenivasa Rao alcançaram um grande sucesso nas bilheteiras produzindo filmes que misturam equilibradamente a arte e os elementos do cinema popular.
Os filmes telugo são geralmente lançados nos estados indianos de Adhra Pradesh, Karnataka, Maharastra Oriental, Orissa e em algumas partes do Bengal Ocidental. Além disso também costumam ser lançados em outros países especialmente nos Estados Unidos, Canadá, partes da Europa, África do Sul, Malásia e Singapura.

## Características dos filmes indianos
Os filmes indianos geralmente incluem muitas cenas de música e dança. Estas músicas costumam expressar emoções e paixões, que variam entre o amor, tragédia, triunfo e celebração. Nos filmes indianos costumam usar-se cantores de playback, ou sejam artistas que cantam as músicas, e os actores apenas sincronizam os seus movimentos labiais com a voz do cantor.  As melodias de um filme indiano determinam em boa parte o sucesso comercial do mesmo.
Os filmes têm geralmente entre duas a três horas de duração, com intervalo. Os temas variam entre romance, comédia, acção e suspense. O conteúdo de todos os filmes é revisto por um painel de censores do Central Board of Film Certification.

## Cinema artístico
Além do cinema comercial, existe também um tipo de cinema na Índia, que aspira apenas à seriedade da arte. Este tipo de cinema é conhecido como o Novo Cinema Indiano, mas a maior parte das pessoas da Índia chama a estes filmes de "filmes de arte". Estes lidam com uma grande variedade de temas, mas a maior parte explora as complexas situações e relações humanas.
Entre os anos 60 e 90, os filmes artísticos eram subsidiados pelo governo indiano: jovens directores conseguiam apoio federal ou estatal para produzir filmes não-comerciais com temas indianos. Muitos desses directores eram formados pelo Film and Television Institute of India, uma instituição governamental. Estes filmes eram geralmente exibidos em festivais de cinema e no canal público de TV, o Doordarshan. Estes filmes também tinham uma exibição limitada em cinemas na Índia e no estrangeiro. A partir dos anos 80, o cinema artístico indiano perdeu em grande parte o patrocínio do governo. Hoje este tipo de cinema é produzido com orçamentos mínimos e usando aspirantes a atores.
Os directores do Novo Cinema Indiano tiveram mais influência do neorrealismo italiano e da nouvelle vague francesa, do que das convenções do cinema indiano comercial. Os directores mais conhecidos do Novo Cinema são os bengalis Satyajit Ray, Mrinal Sen, Ritwik Ghatak e Bimal Roy. Alguns filmes bem conhecidos deste movimento incluem Apu Triology, de Ray, a Trilogia de Calcutá de Sen, Megue Dhaka Tara de Ghatak e Do Bigha Zameen de Roy. Desdes Satyajit Ray tornou-se o mais bem conhecido. Os seus filmes obtiveram um considerável reconhecimento internacional. Ele ganhou um Oscar como prémio de carreira, em 1992. O seu prestígio, contudo, não se traduziu num sucesso comercial em larga escala. Como ele, Mrinal Sen foi sobretudo um director de filmes políticos e recebeu muito reconhecimento internacional, mas também não teve muito sucesso comercial.
O cinema artístico também tem um grande apoio no estado de Kerala. Alguns grandes directores de cinema malaiala são Adoor Gopalakrishnan, G. Aravindan, T. V. Chandran, Shaji N. Karun, e M. T. Vasudevan Nair.
Desde os anos 70 que o cinema hindi tem produzido uma vaga de filmes artísticos. Entre os directores que produziram esse tipo de filmes estão Shyam Benegal, Govind Nihalani, Mani Kaul, Kumar Shahani e M. S. Sathyu.

## Globalização do cinema indiano
O contacto entre o cinema indiano e ocidental foi estabelecido logo nos primeiros dias do cinema na Índia. Dadasaheb Phalke resolveu fazer Raja Harishchandra depois de assistir o filme Vida de Cristo. Similarmente, muitos outros directores de cinema inspiraram-se nos filmes ocidentais.
Até ao final dos anos 20, 80% dos filmes exibidos na Índia eram americanos, apesar de existirem 21 estúdios a produzir filmes locais, com 8 ou 9 a fazê-lo numa base regular. Seriados americanos tais como Perils of Pauline e Exploits of Elaine, e filmes com cenários espetaculares tais como Quo Vadis e Caibra eram populares durante a época da Primeira Guerra Mundial. A Universal Pictures estabeleceu uma agência na Índia em 1916, que passou a dominar o sistema de distribuição de filmes. A J. F. Madan’s Elphinstone Bioscope Company inicialmente apenas distribuía filmes estrangeiros e organizava as suas projecções regulares. Além disso, J. P. Madan, um prolífico produtor, empregava directores ocidentais em muitos dos seus filmes.
Hoje também o cinema indiano tem sofrido fortes influências ocidentais. Esta tendência é mais visível em Bollywood. Alguns filmes recentes de Bollywood incluem atores ocidentais (tal como Rachel Shelley no filme Lagaan). Também existe a tentativa de alcançar os padrões de produção dos filmes ocidentais, de filmar no exterior, adoptar algumas palavras e frases inglesas nos guiões ou incorporar alguns elementos dos enredos dos filmes ocidentais. Por vezes alguns filmes indianos são até mesmo acusados de plagiar filmes de Hollywood.
Contudo o encontro entre a Índia e o Ocidente é um processo de duas vias. O público ocidental de origem indiana, está a tornar-se cada vez mais interessado na Índia, e isso faz com que o lançamento de filmes nos cinemas de vários países se torne cada vez mais importante para os produtores indianos. Nessa estratégia internacional os países mais importantes são Estados Unidos; Reino Unido; Emirados Árabes Unidos e Austrália. Ao mesmo tempo que o público ocidental do cinema indiano aumenta, os produtores ocidentais estão a financiar directores indianos tais como Gurinder Chadha (Bride and Prejudice), Mira Nair (Monsoon Wedding, Mississipi Masala), Vijay Singh (Jaya Ganga, One Dollar Curry) e Deepa Mehta. Tanto Chadcha como Nair e Vijay Singh são de origem indiana, mas não vivem na Índia, e tornaram seus nomes famosos através do cinema independente ocidental. Esta aproximação tem continuado mais recentemente com produtores ocidentais associando-se a produtores indianos em filmes tais como Saawariya (2007), co-produzido pela Columbia Tristar e pela indiana SLB Films, e o filme de animação Roadside Romeo (2008) co-produzido pela Walt Disney e pela indiana Yash Raj Films.

## Prémios
A cerimónia dos Filmfare Awards é um dos eventos mais antigos e proeminentes no cinema hindi e é por vezes chamada de os “Oscares de Bollywood”. Os prémios Filmfare foram introduzidos em 1954, no mesmo ano que os National Film Awards. Em contraste com os National Film Awards, que são decididos por um júri nomeado pelo governo indiano, os Filmfare Awards são votados tanto pelo público como por um comité de especialistas.
Outros prémios atribuídos são:
Prémios atribuídos a filmes do sul da Índia:
- Filmfare Awards South
- Screen Awards for Excellence in South Indian Cinema

Prémios do cinema hindi:
- International Indian Film Academy Awards – realizado em todos os anos numa cidade diferente
- Bollywood Movie Awards – Realizado em Long Island nos Estados Unidos
- Global Indian Film Awards
- Star Screen Awards
- Stardust Awards
- Zee Cine Awards

Prémios do cinema bengali:
- Bengal Film Journalists’ Assiciation Awards
- Kalakar Awards
- Anandalok Awards – distingue também alguns filmes em hindi

Prémios do cinema telugo:
- CineMAA Awards
- Nandi Awards
- Santosham Film Awards

Prémios do cinema tâmil:
- Tâmil Nadu State Film Awards – Atribuído pelo governo do estado do tâmil Nadu

Prémios do cinema malaiala:
- Kerala State Film Award – atribuído pelo governo do estado de Kerala
- Asianet Film Awards